# Wolfgang Helfrich
Wolfgang Helfrich (* 25. März 1932 in München) ist ein deutscher Physiker.

## Leben
Helfrich studierte von 1951 bis 1958 an den Universitäten in Göttingen, München und Tübingen Physik. Er wurde 1961 an der TU München über das Thema Raumladungsbeschränkte Ströme in Anthrazenkristallen promoviert, wo er bis 1964 als Wissenschaftlicher Mitarbeiter tätig war. Von 1964 bis 1966 arbeitete er als Postdoctoral Fellow und Assistant Research Officer am National Research Council of Canada in Ottawa.
Nach seiner Rückkehr nach München wurde er 1967 über das Thema Raumladungsbegrenzte und volumenbestimmte Ströme in organischen Kristallen habilitiert. Anschließend war er bis 1970 Member of the Technical Staff bei den RCA Laboratories in Princeton, wo er sich dem Forschungsgebiet Flüssigkristalle widmete. Die nächsten drei Jahre verbrachte er als Wissenschaftlicher Mitarbeiter bei der Firma Hoffmann-La Roche in Basel, wo er sich zunächst mit Flüssigkristallen und später mit Lipidmembranen beschäftigte.
An seinem letzten Arbeitstag bei Roche, dem 30. April 1973, erhielt er einen Ruf an die Freie Universität Berlin. Dort war er Professor am Fachbereich Physik und leitete zuletzt das Arbeitsgebiet Fluide Membranen und Flüssigkristalle am Institut für Theoretische Physik. Er verbrachte mehrmonatige Forschungsaufenthalte in Orsay (1977), an der Stanford University (1982) und der University of California, Santa Barbara (1989). Seit April 1997 ist er pensioniert und lebt weiterhin in Berlin.

## Leistungen
Helfrich fand 1970 das theoretische Konzept für das erste technisch und kommerziell revolutionäre Flüssigkristall-Display, die TN-Zelle, in Europa auch bekannt als Schadt-Helfrich-Zelle. Sein Kollege Martin Schadt baute daraufhin das erste Muster einer solchen Anzeige. Das Patent wurde vom Münchner Patentamt nicht erteilt, weil die Entdeckung und Entwicklung keine Erfindungshöhe habe, da es Vorveröffentlichungen von James Fergason aus den USA gegeben habe. Heute wird das Prinzip der Schadt-Helfrich-Zelle weltweit in Millionen von Produkten eingesetzt.

## Preise und Ehrungen
- 1976 – EPS Hewlett-Packard Europhysics Preis für außerordentliche Leistungen auf dem Gebiet der Halbleitertechnik für die Beiträge zur Physik der Flüssigkristalle.
- 1993 – Aachener und Münchner Preis für Technik und angewandte Naturwissenschaften der Dr.-Carl-Arthur Pastor-Stiftung an Wolfgang Helfrich und Martin Schadt für die bahnbrechende Erfindung der Flüssigkristallanzeige als Schlüsselbauelement der Informationstechnik.
- 1993 – Wolfgang-Ostwald-Preis der Kolloid-Gesellschaft in Würdigung seiner herausragenden kolloid-chemischen Arbeiten auf dem Gebiet der Flüssigkristalle, Membranen und Vesikel.
- 1993 – Innovation Prize Science for Art (Moet Hennessy – Louis Vuitton, Frankreich) für seine Forschungen auf dem Gebiet der Flüssigkristallanzeigen.
- 1996 – Robert-Wichard-Pohl-Preis der Deutschen Physikalischen Gesellschaft an Wolfgang Helfrich und Martin Schadt in Anerkennung der Erfindung der Flüssigkristallanzeigen.
- Honored Member of the International Liquid Crystal Society
- 2008 IEEE Jun-ichi Nishizawa Medal, gemeinsam mit Martin Schadt und James Fergason „for pioneering development of twisted nematic liquid crystal technology“
- 2012 – Charles Stark Draper Prize (U.S. NAE)
- 2012 – Raymond and Beverly Sackler International Prize in Biophysics for contributions to the foundation of biophysics of membranes (shared with Carlos Bustamante)[3]

## Veröffentlichungen (Auszug)
- Ein Nachweis der Raumladung bei raumladungsbeschränkten Defektelektronenströmen in Anthrazen, Wolfgang Helfrich und Peter Mark, Zeitschrift für Physik A – Hadrons and Nuclei, Springer Berlin / Heidelberg, Bd. 168, Nr. 5 / October, 1962, Seiten 495–503, ISSN 0939-7922 (Print) ISSN 1431-5831 (Online).
- Voltage-dependent optical activity of a twisted nematic liquid crystal, M. Schadt und W. Helfrich, Applied Physics Letters, American Institute of Physics, Melville, NY, Bd. 18, 1971, S. 127. ISSN 0003-6951 (Print), ISSN 1077-3118 (Online).
- Neuronen als Zufallsgeneratoren und Geist-Gehirn-Wechselwirkung, XXIII. Workshop der Wissenschaftlichen Gesellschaft zur Förderung der Parapsychologie e. V., Offenburg (Oktober 2007)
- Gibt es Mittelwerte und mathematische Beziehungen in ASW und PK?, XXV. Workshop der Wissenschaftlichen Gesellschaft zur Förderung der Parapsychologie e. V., Offenburg (Oktober 2009)